# استنلی لین پول
استنلی لین پول (انگلیسی: Stanley Lane-Poole; ۱۸ دسامبر ۱۸۵۴ – ۲۹ دسامبر ۱۹۳۱) باستان‌شناس، استاد دانشگاه، فرهنگ‌نویس، و نویسنده اهل بریتانیا بود. پول از یک خانواده شرق‌شناس مشهور بود زیرا مادربزرگ پدری اش سوفیا لین پول، عموی رجینالد استوارت پول و عموی بزرگ ادوارد ویلیام لین به دلیل فعالیت در این زمینه مشهور بودند. عموی دیگر او ریچارد جیمز لین، سنگ‌شناس و حکاکی برجسته دوره ویکتوریا بود. او که در لندن، انگلستان متولد شد، از سال ۱۸۷۴ تا ۱۸۹۲ در موزه بریتانیا کار کرد و پس از آن در مصر به تحقیق در مورد باستان‌شناسی مصر پرداخت. از سال ۱۸۹۷ تا ۱۹۰۴ کرسی استادی مطالعات عربی در دانشگاه دوبلین داشت.
او از سال ۱۸۷۹ تا زمان مرگ او در سال ۱۹۰۵ با شارلوت بل ویلسون ازدواج کرد. این زوج سه پسر و یک دختر داشتند.

## آثار
- کتاب اول لغت نامه عربی-انگلیسی را که توسط عمویش، E. W. Lane، ناتمام مانده‌است، تکمیل کرد.
- سکه‌های تورکومانان اورتوکی، بین‌المللی نومیسماتا اورینتالیا، قسمت ۲ ۱۸۷۵
- زندگی ادوارد ویلیام لین (۱۸۷۷)
- مردم ترکیه (ویراستار) (۱۸۷۸)
- گزیده‌ای از قرآن (۱۸۷۹)
- مصر (۱۸۸۱)
- مطالعات در یک مسجد (قاهره، فوریه ۱۸۸۳)
- فلسطین زیبا، سینا و مصر، دی. اپلتون: نیویورک (۱۸۸۳)
- زندگی اجتماعی در مصر: توصیفی از کشور و مردم آن (۱۸۸۴)
- زندگی ژنرال F.R. چسنی (ویرایشگر) (۱۸۸۵)
- داستان مورها در اسپانیا (۱۸۸۶)
- ترکیه (۱۸۸۸)
- لین پول، استانلی (۱۸۹۰). کورسیرز بربری (۱۸۹۰). تی فیشر آنوین (لندن).
- سر ریچارد چرچ (۱۸۹۰) [۴]
- سخنرانی‌ها و میز صحبت‌های حضرت محمد (۱۸۹۳)
- سلسله‌های مسلمانان: جداول گاهشماری و تبارشناسی با مقدمه‌های تاریخی (۱۸۹۴)
- لین پول، استانلی (۱۸۹۸). صلاح الدین و سقوط پادشاهی اورشلیم. نیویورک، لندن: G.P. پسران پاتنام
- سریال بابار، فرمانروایان هند (۱۸۹۹)
- تاریخ مصر در قرون وسطی (۱۹۰۱)
- هند قرون وسطی تحت حکومت مسلمانان، ۷۱۲–۱۷۶۴ پس از میلاد (۱۹۰۳)
- صلاح الدین و سقوط پادشاهی اورشلیم (۱۹۰۳)
- داستان قاهره (۱۹۰۶)
- لین پول، استانلی (۱۹۰۷). تاریخ هند: از فتح مسلمانان تا سلطنت اکبر کبیر (جلد ۳). لندن، انجمن گرولیر.
- زندگی سر هری پارکز با F.V. دیکینز (۱۸۹۴) [۵]
- «خلافت». بررسی فصلی. ۲۲۴: ۱۶۲–۱۷۷. جولای ۱۹۱۵.